# 卡森蒂诺森林、法尔泰罗纳山、坎皮尼亚国家公园
卡森蒂諾森林、法尔泰罗纳山、坎皮尼亚国家公园（義大利語：Foreste Casentinesi, Monte Falterona, Campigna National Park）是義大利的一個國家公園，創建於1993年，面積約368平方（142平方英里）。卡森蒂諾森林、法尔泰罗纳山、坎皮尼亚国家公园的大部分地區屬於亞平寧山脈。